# Гіпотеза жестів
Гіпотеза жестів — одна з теорій про походження мови, яку запропонував російський учений Микола Якович Марр.

## Загальна характеристика
За цією гіпотезою, спочатку виникла жестова мова, а потім на її основі звукова мова. 

## Критика
Про можливість виникнення звукової мови на основі жестів твердив німецький мовознавець Вільгельм Вундт, який вважав, що із самого початку існувало дві мови — жестова мова і мова звуків. За допомогою звуків виражали почуття, а за допомогою жестів — уявлення про предмети.

## Жестова мова у наш час
На сьогодні жестову мову використовують більшість австралійських племен, серед них:
- австралійське плем′я аранда (450 жестів);
- австралійське плем′я варрамунга (спілкуються жестами вдови, які повинні цілий рік мовчати).

## Інтернет-джерела
- Теорії постання мов [Архівовано 30 травня 2013 у Wayback Machine.]